# Polyrhachis volkarti
Polyrhachis volkarti é uma espécie de formiga do gênero Polyrhachis, pertencente à subfamília Formicinae.